# 2003년 한국프로야구 포스트시즌
삼성증권배 2003 프로야구 포스트시즌은 10월 4일부터 10월 25일까지 열렸다.

## 준 플레이오프
준 플레이오프에서는 3위 삼성 라이온즈와 4위 SK 와이번스가 격돌했는데 삼성은 엘비라가 컨디션 난조로 도중하차한 뒤 대신 영입한 용병 라이언(1승 3패)이 단조로운 구위로 기대 이하의 성적을 낸 데다 주전 유격수 브리또가 시즌 막판 무릎부상으로 시즌아웃된 공백 탓인지 2연패를 당해 플레이오프 진출에 실패했다.

### 1차전
10월 4일 - 대구시민운동장 야구장
| 팀 | 1 | 2 | 3 | 4 | 5 | 6 | 7 | 8 | 9 | R | H | E |
| SK 와이번스 | 1 | 0 | 2 | 2 | 1 | 0 | 0 | 0 | 0 | 6 | - | - |
| 삼성 라이온즈 | 0 | 0 | 1 | 1 | 3 | 0 | 0 | 0 | 0 | 5 | - | - |
| 승리 투수: 이승호 패전 투수: 전병호 세이브: 조웅천 홈런: SK – 박경완(3회 솔로), 김민재(4회 투런) 삼성 – 이승엽(5회 솔로) |   |   |   |   |   |   |   |   |   |   |   |   |

### 2차전
10월 5일 - 인천SSG랜더스필드
| 팀                                                                               | 1 | 2 | 3 | 4 | 5 | 6 | 7 | 8 | 9 | R | H | E |
| 삼성 라이온즈                                                                    | 0 | 0 | 0 | 1 | 0 | 0 | 0 | 0 | 1 | 2 | - | - |
| SK 와이번스                                                                      | 0 | 1 | 2 | 0 | 0 | 0 | 0 | 0 | X | 3 | - | - |
| 승리 투수: 김원형 패전 투수: 김진웅 세이브: 조웅천 홈런: 삼성 – 고지행(4회 솔로) |   |   |   |   |   |   |   |   |   |   |   |   |

SK 와이번스, 2승으로 플레이오프 진출
준 플레이오프 MVP: 김원형(SK,투수) 2경기 등판, 1승, 평균자책점 0.00

## 플레이오프
플레이오프에서는 SK 와이번스와 KIA 타이거즈가 격돌했는데 KIA는 전년도에 이어 또다시 좌투수 부재에 시달려 2년 연속으로 플레이오프에서 패퇴하는 수모를 겪었다.

### 1차전
10월 9일 - 광주무등경기장 야구장
| 팀                                                                              | 1 | 2 | 3 | 4 | 5 | 6 | 7 | 8 | 9 | R | H | E |
| SK 와이번스                                                                     | 1 | 1 | 0 | 2 | 0 | 0 | 0 | 0 | 0 | 4 | - | - |
| KIA 타이거즈                                                                    | 0 | 0 | 0 | 0 | 0 | 0 | 1 | 0 | 0 | 1 | - | - |
| 승리 투수: 채병용 패전 투수: 김진우 세이브: 김원형 홈런: SK – 안재만 (4회 투런) |   |   |   |   |   |   |   |   |   |   |   |   |

### 2차전
10월 10일 - 광주무등경기장 야구장
| 팀                                                                            | 1 | 2 | 3 | 4 | 5 | 6 | 7 | 8 | 9 | R | H | E |
| SK 와이번스                                                                   | 0 | 0 | 0 | 0 | 2 | 0 | 0 | 0 | 0 | 2 | - | - |
| KIA 타이거즈                                                                  | 0 | 0 | 0 | 0 | 0 | 0 | 0 | 0 | 0 | 0 | - | - |
| 승리 투수: 스미스 패전 투수: 존슨 세이브: 조웅천 홈런: SK – 조원우 (5회 투런) |   |   |   |   |   |   |   |   |   |   |   |   |

### 3차전
10월 12일 - 인천SSG랜더스필드
| 팀 | 1 | 2 | 3 | 4 | 5 | 6 | 7 | 8 | 9 | R  | H  | E |
| KIA 타이거즈                                                                                               | 0 | 2 | 1 | 0 | 1 | 0 | 0 | 0 | 0 | 4  | -  | - |
| SK 와이번스                                                                                                | 2 | 0 | 4 | 4 | 0 | 0 | 0 | 0 | X | 10 | 16 | - |
| 승리 투수: 김원형 패전 투수: 이강철 홈런: KIA – 이재주(2회 투런) SK – 이진영(1회 투런), 박경완(4회 스리런) |   |   |   |   |   |   |   |   |   |    |    |   |

SK 와이번스, 3승으로 한국시리즈 진출
플레이오프 MVP: 이진영(SK,외야수) 10타수 8안타, 타율 0.800, 1홈런, 2타점

## 한국시리즈
2000년 창단 이래로 3년 만에 어렵게 4위에 진입한 SK 와이번스는 포스트시즌에 들어서자 저력을 발휘하며, 삼성 라이온즈, KIA 타이거즈를 대파하는 파죽의 5연승을 거두게 된다. SK 와이번스는 준플레이오프를 거쳐 한국시리즈에 오른 역대 7번째 팀이 됐으며 페넌트레이스 4위 팀으로서는 4번째로 한국시리즈에 올랐다. 그러나 한국시리즈에서 과거 인천팀이였던 현대 유니콘스와 현재 인천팀인 SK 와이번스 간의 피할 수 없는 대결을 벌여 치열한 접전 끝에 7차전에서 0:7로 영봉패를 당하며 3승 4패로 준우승을 차지한다. 반면, 한국시리즈 우승 팀인 현대 유니콘스는 1996년 창단이래로 3번째 우승을 하게 된다.

## 중계 일정

### TV 중계

#### 준플레이오프
1차전 (10월 4일)
- KBS1

2차전 (10월 5일)
- ITV 경인방송, KBS SKY SPORTS, SBS 스포츠

#### 플레이오프
1차전 (10월 9일)
- ITV 경인방송, KBS SKY SPORTS, SBS 스포츠

2차전 (10월 10일)
- KBS SKY SPORTS, SBS 스포츠

3차전 (10월 12일)
- KBS1

## 같이 보기
- 2003년 한국프로야구